# 水产品电击机
水产品电击机（英文：Crustastun），是英国一家公司的产品。该产品用于在烹饪虾蟹等甲壳类水产品之前，先将其用瞬间电流电死，避免在沸水中被活活煮死的痛苦。设备工作在110伏特，2-5安培。
其发明者是Simon Buckhaven。他和布里斯托尔大学的科学家一起，花费了2年的时间和约2000英镑的经费开发出该设备。據餐廳品嚐評論家指，先行電擊休克比活體狀態烹煮與掙扎損傷的食材保存更多風味。

## 外部連結
- 官方網站 （页面存档备份，存于）
- BBC关于该设备的报导 （页面存档备份，存于）